# Sion James
Sion James (Sugar Hill, Georgia, 4 de diciembre de 2002) es un baloncestista estadounidense que pertenece a la plantilla de los Charlotte Hornets de la NBA. Con 1,98 metros de estatura, juega en la posición de escolta.

## Trayectoria deportiva

### Universidad
Jugó cuatro temporadas con los Green Wave de la Universidad Tulane, en las que promedió 9,5 puntos, 4,6 rebotes, 3,0 asistencias y 1,6 robos de balón por partido. Ganó el sus dos últimas temporadas el premio a la deportividad de la American Athletic Conference. Al término de su cuarta temporada solicitó entrar en el portal de transferencias de la NCAA.
En mayo de 2024 fue transferido a los Blue Devils de la Universidad de Duke, donde disputó una última temporada como universitario, en la que promedió 8,6 puntos, 4,2 rebotes y 2,9 asistencias por partido, siendo incluido en el mejor quinteto defensivo de la Atlantic Coast Conference.

#### Estadísticas
| Año     | Equipo | PJ  | PT  | MPP  | %TC  | %3P  | %TL  | RPP | APP | ROB | TPP | PPP  |
| ------- | ------ | --- | --- | ---- | ---- | ---- | ---- | --- | --- | --- | --- | ---- |
| 2020–21 | Tulane | 23  | 17  | 26.0 | .431 | .280 | .650 | 3.5 | 1.9 | 1.2 | .2  | 5.8  |
| 2021–22 | Tulane | 29  | 28  | 35.2 | .409 | .333 | .703 | 4.3 | 3.6 | 1.6 | .5  | 7.4  |
| 2022–23 | Tulane | 31  | 31  | 37.1 | .483 | .317 | .710 | 4.8 | 3.4 | 2.0 | .8  | 9.7  |
| 2023–24 | Tulane | 31  | 31  | 36.7 | .514 | .381 | .683 | 5.4 | 2.7 | 1.6 | .7  | 14.0 |
| 2024–25 | Duke   | 39  | 32  | 25.5 | .516 | .413 | .810 | 4.2 | 2.9 | .8  | .3  | 8.6  |
| Total   | Total  | 153 | 139 | 32.0 | .481 | .358 | .715 | 4.5 | 3.0 | 1.4 | .5  | 9.3  |

### Profesional
Fue elegido en la trigésimo tercera posición del Draft de la NBA de 2025 por los Charlotte Hornets, franquicia con la que firmó contrato de rookie el 3 de julio.